# ドリームハウス
『ドリームハウス』（原題: Dream House）は、2011年のアメリカ合衆国のサイコスリラー映画。

## ストーリー
編集者のウィル・エイテンテンは愛する家族との時間を大切にするため、勤めていた出版社を辞めて郊外の一軒家で平穏な生活を築こうとしていた。しかしある晩、娘の1人ディディが「窓の外に男がいた」とウィルの部屋へ駆け込んでくる。ウィルは見間違いだと納得させるが、朝を迎えて家の外に出てみると、積もった雪には何者かの足跡が残っており、その経路は窓から家の中を覗き込んでいたようだった。不安を感じながらも家族には話さず夜を迎えたウィルだが、眠っていたところに不審な物音が聞こえてくる。恐る恐る音の聞こえる方へ向かってみると、家の地下室に若者グループが忍び込んで奇妙な集会を行っていた。逃げる彼らを捕まえて問い詰めたところ、「誰も住んでいないと思った。ここは吹雪の日に家族が皆殺しにされた家だから」と返ってくる。さらに「窓から覗いたか」と質問すると「あいつが帰ってきたんだ」と答えたが、ウィルには何のことか分からなかった。
ウィルは警官を訪ねて、皆殺し事件の容疑者が被害者一家の父親であるピーター・ウォードであることや、彼が妻に撃たれるも一命を取り留めたことを知るが、それ以上のことは聞き出せなかった。さらに、事件について話していたという向かいの家の少女を訪ねると、彼女の母親アンが応対し、話をはぐらかされてしまう。その日の深夜、眠れないウィルが地下室の落書きを塗りつぶしていると、妻のリビーが降りてきて事情を知られてしまう。不安がる彼女をキッチンで落ち着かせていると、窓から見える木の陰に不審な人影が見えるが、それはすぐに逃げていった。
その後、新聞の読者投稿記事からピーターのいる精神病院を知ったウィルは、忍び込んだ彼の病室で子供部屋にあるはずの妻と娘たちの写真を見つけるが、出くわした患者曰くピーターはここにはいないという。帰宅すると自宅前で不審な乗用車が襲ってきたにも関わらず、通報を受けて駆けつけた警官の対応はどこか消極的な様子だった。
ウィルは警察への不信感を募らせ、収容施設を訪れてピーターの映像を確認するが、そこに映っていた彼の姿はウィルと全く同じだった。職員曰く、ウィル・エイテンテンはピーターが5年前の逮捕以降に現実逃避して作った名前で、ウィルこそがピーターなのだという。幸せな家族との生活が虚構であることを認めたくないウィルだが、施設を去る際に廊下で出会ったのは、退職した出版社の同僚であるはずの人々だった。帰ってきた自宅は落書きまみれの廃屋であり、ウィルは現実と直面する。それでも妻子は姿を現すが、ウィルは意志を強く持ち、彼らの死を受け入れた。
立ち退き通知によって自宅から追い出されたウィルは、収容施設でピーターと会っていたアンに改めて事件について尋ねる。ウィルの変化を察したアンは、自身がリビーと親友であったことを明かし、真犯人が別にいると感じていることを告げた。
夜を待って自宅に侵入したウィルがリビーから襲われた時の記憶を聞き出していると、そこにアンが現れて「街から離れた方がいい。現実を認めて前に進んで」と説得してくる。それを切っ掛けに事件当日の記憶を取り戻したウィルは、真犯人ともみ合っているところを妻に誤射されたことを思い出す。直後、アンの別居中の夫ジャックが現れると、彼に雇われた男が暗闇からウィルに襲い掛かってきた。5年前、ジャックはアンを殺そうと見知らぬ男を雇ったが、男は家を間違えてウォード家を襲撃してしまったのだ。
ウィルとアンを薬品で眠らせたジャックは、不要になった男を容赦なく撃つと2人を地下室に運んで家に火を放つ。リビーの呼びかけにより意識を取り戻したウィルは不意を突いてジャックを殴打し、アンの拘束を解くと彼女を担いで家から脱出する。ジャックも地下室から出ようとするが、撃たれた男が最後の抵抗で燃料を地下室に流しており、ジャックの体は炎に包まれてしまった。ウィルは燃え盛る家に戻って家族と共に最期を迎えようとするが、リビーの説得によって生き続けることを決意すると、階段の踏み板の下に隠していたノートを手にして家を後にする。
後日、街の本屋にはピーター・ウォード執筆の「DREAM HOUSE」という本が大々的に並べられていた。

## 登場人物・キャスト
※括弧内は日本語吹替
ウィル・エイテンテン
演 - ダニエル・クレイグ（藤真秀）
元編集者。妻や2人の娘と共に郊外へ移り住み、自身は小説を出版しようとしている。
アン・パターソン
演 - ナオミ・ワッツ（岡寛恵）
ウィルの家の向かいに住む女性。引っ越してきたウィルたちを怪訝な目で見ている。
リビー
演 - レイチェル・ワイズ（甲斐田裕子）
ウィルの妻。
ボイス
演 - イライアス・コティーズ（佐藤友啓）
ジャック・パターソン
演 - マートン・チョーカシュ（水内清光）
アンの夫。彼女とは別居中で、娘の親権について争っている。
トリッシュ
演 - テイラー・ギア（藤田麻美）
ウィルの娘。姉。
ディディ
演 - クレア・アスティン・ギア（里郁美）
ウィルの娘。妹。
クロエ・パターソン
演 - レイチェル・フォックス（Lynn）
アンの娘。
ピーター・ウォード
ウィルが購入した家にかつて住んでいた一家の父親。妻と娘2人を殺害したとされている。
グリーリー医師
演 - ジェーン・アレクサンダー（小林未沙）
ピーターを担当した医師。
シンディ
演 - サラ・ガドン
アーティ
演 - グレゴリー・スミス